# Prata (Cambé)
Prata é um distrito do município brasileiro de Cambé, no estado do Paraná.